# Dół podkolanowy
Dół podkolanowy (łac. fossa poplitea) – część kończyny dolnej leżąca ku tyłowi od stawu kolanowego, przykryta powięzią podkolanową. Przyjmuje kształt równoległoboku łączącego się  u góry z kanałem przywodzicieli, u dołu zaś kończy się między dwiema głowami mięśnia brzuchatego łydki.

## Zawartość

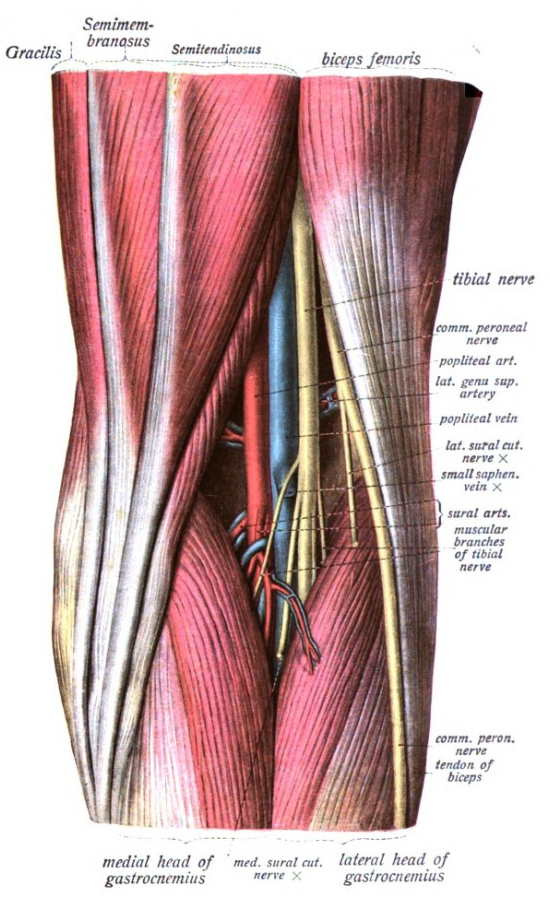
Zawartość dołu podkolanowego

W dole podkolanowym znajdują się (od struktur najbardziej powierzchownych do najgłębszych):
- nerw piszczelowy, położony najbardziej powierzchownie i bocznie,
- nerw strzałkowy wspólny, biegnący bocznie od nerwu piszczelowego i powierzchownie wzdłuż ścięgna mięśnia dwugłowego uda,
- żyła podkolanowa, w stosunku do nerwu piszczelowego leży głębiej i przyśrodkowo,
- tętnica podkolanowa, położona najgłębiej i najbardziej przyśrodkowo[2],
- drobne naczynia i węzły chłonne podkolanowe.

Nerw piszczelowy i nerw strzałkowy wspólny są gałęziami końcowymi nerwu kulszowego, dzielącego się u szczytu dołu. Całość wypełniona jest tkanką łączną, otaczającą naczynia oraz tkanką tłuszczową.

## Ograniczenia
Mięśnie ograniczające dół podkolanowy to:
- od strony górnej i przyśrodkowej – mięsień półbłoniasty i leżący na nim mięsień półścięgnisty,
- od strony górnej i bocznej – mięsień dwugłowy uda,
- od dołu – obie głowy mięśnia brzuchatego łydki.

Nad głową boczną znajduje się mały brzusiec mięśnia podeszwowego.
Po usunięciu zawartości dołu widać jego dno utworzone przez powierzchnię podkolanową kości udowej, torebkę stawową stawu kolanowego wraz z więzadłem podkolanowym skośnym i leżący na nich mięsień podkolanowy.